# Hansted (Horsens Kommune)
 For alternative betydninger, se Hansted. (Se også artikler, som begynder med Hansted)
Hansted var en landsby i Østjylland, nu en bydel, smeltet sammen med den tidligere naboby Egebjerg til ét samlet byområde. Den er beliggende 5 kilometer fra Horsens og hører til Horsens Kommune, Region Midtjylland. Bydelen har 4-500 indbyggere og havde tidligere både købmand, brugsforening og bageri, som dog alle i dag er lukkede. 
Hansted Hospital fungerer i dag som ældreboliger og plejehjem. Ved siden af Hansted Hospital ligger den gamle skole, der ikke længere fungerer som skole. I stedet benyttes skolen i Egebjergs del af byområdet.
Ved Hansted findes en golfbane, en å og en skov, (Hansted Skov). Jernbanen mellem Horsens og Skanderborg går gennem Hansted.
|  | Denne artikel om lokaliteten Hansted (Horsens Kommune) kan blive bedre, hvis der indsættes et (bedre) billede. Du kan hjælpe ved at afsøge Wikimedia Commons for et passende billede eller lægge et op på Wikimedia Commons med en af de tilladte licenser og indsætte det i artiklen. |

55°53′37″N 9°50′54″Ø / 55.89372°N 9.84847°Ø